# 百瀬興政

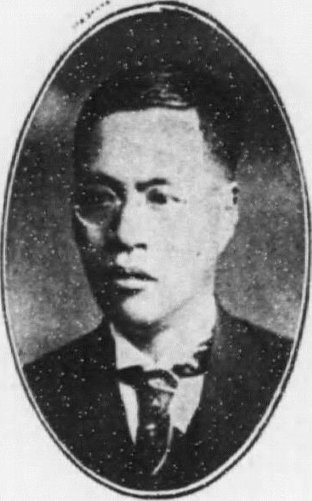
百瀬興政

百瀬 興政（ももせ おきまさ、1868年10月27日〈明治元年9月12日〉- 1939年〈昭和14年〉4月21日）は、長野県出身の医師、政治家。松本市長。旧姓・柳野。

## 経歴
信濃国松本城下（現：長野県松本市）に松本藩士・柳野興一の次男として生まれ、百瀬元章の養子となる。1888年（明治21年）東京帝国大学医科大学別科を卒業。翌年、松本に医院を開業。医院を経営する傍ら、従兄弟の木下尚江らとともに普選運動や禁酒運動に参加する。1901年（明治34年）東筑摩郡看護婦会を組織する。1922年（大正11年）5月1日、松本信用組合（現：松本信用金庫）を設立し組合長に就任。
1898年（明治31年）松本町会議員に当選。1910年（明治43年）以来、松本市会議員を4期務め、大正10年から14年まで、議長も経験する。その後、長野県会に出馬し、1927年（昭和2年）の初当選以来、県会議員を3期務める。1937年（昭和12年）8月、松本市長に就任。1938年（昭和13年）1月、市章を制定した。在任中の1939年（昭和14年）に没した。